# Талес Аления Спейс
Thales Alenia Space е съвместно предприятие между френската технологична корпорация Thales Group (67%) и италианския отбранителен конгломерат Leonardo (33%). Седалището на фирмата се намира в Кан, Франция.
Тя произвежда космически системи, включително сателити и наземни сегменти, използвани за телекомуникации, навигация, наблюдение на Земята, изследване на Космоса и за научни цели. Компанията е вторият по големина индустриален участник в Международната космическа станция (ISS), като е произвела множество херметични модули за Европейската космическа агенция (ESA), включително Cupola, възлови модули, Harmony и Tranquility, както и лабораторията Columbus. Компанията е ключов член на Galileo, европейската глобална сателитна навигационна система, отговорна по-специално за наземния сегмент. През 2021 г. компанията получи и договор от Европейската космическа агенция (ESA) и Европейската комисия за изграждане на 6 от 12-те нови сателита от второ поколение Galileo. Компанията също е важен индустриален партньор в разработването на Lunar Gateway.
Thales Alenia Space има 17 промишлени предприятия в Европа, а също съвместно предприятие в САЩ, Leostella. Този джойнт венчър, заедно с базираната в Сиатъл компания BlackSky Global, която основно се занимава с разработването на група от 60 наблюдателни спътници на Земята BlackSky Pathfinder-1 с висока точност на изображенията.

## История
Thales Alenia Space възниква в резултат на решението на френската компания за отбранителна електроника Thales Group да изкупи участието на Alcatel в две съвместни предприятия между френския Alcatel и италианската Finmeccanica, Alcatel Alenia Space и Telespazio. Така, на 1 юни 2005 г. е създадена Alcatel Alenia Space чрез сливането на Alcatel Space и Alenia Spazio; първоначално е собственост на Alcatel-Lucent (67%) и Finmeccanica (33%). Създаването на компанията е едновременно със създаването на Telespazio Holding; това също е сливане на бизнеса на Finmeccanica и Alcatel (съответно Telespazio и „Космически служби и операции“ на Alcatel).
На 5 април 2006 г. Alcatel обявява, че възнамерява да продаде дела си в Alcatel Alenia Space (и своя дял от 33% в Telespazio) на Thales Group. На 10 април 2007 г. Европейският съюз, който задълбочено разследва предложената трансакция относно потенциалното ѝ въздействие върху пазарната конкуренция, дава одобрението си прехвърлянето да продължи. На същия ден в съобщение за пресата Thales Group приветства създаването на нов космически съюз между нея и Finmeccanica.
Според изявление на главния изпълнителен директор на Thales UK Алекс Дориан, направено през 2007 г., Thales Alenia Space активно търси възможности както за партньорство, така и за придобиване сред други космически предприятия. През декември 2007 г. е обявено, че Thales Alenia Space и руската компания за сателити НПО ПМ са се съгласили да разработят нова многоцелева спътникова платформа Express-4000, която ще включва руско оборудване, с полезен товар, изработен от Thales. Оттогава Thales Alenia Space развива подизпълнителски отношения със северноамерикански аерокосмически компании, включително Ball Aerospace и Boeing.
- Многоцелеви логистичен модул в космическа совалка „Дискавъри“
- Модулът Cupola
- Лабораторията Columbus
- Модулът Harmony
- Модулът Tranquility
- Модулът Leonardo
- Автоматизиран транспортен модул
- Херметичен корпус за космическия кораб Cygnus

## Месторазположения
През 2021 г. Thales Alenia Space има 8 000 служители, работещи в 17 индустриални обекта, разположени в девет европейски страни (Франция, Италия, Испания, Белгия, Обединено кралство, Германия, Швейцария, Полша, Люксембург):
- Кан, Франция (също е домакин на централата на компанията в Cannes Mandelieu Space Center)
- Тулуза, Франция
- Рим, Италия (Сакомуро и Тибуртина)
- Торино, Италия
- Акуила, Италия
- Горгондзола, Италия
- Шарлероа, Белгия (Thales Alenia Space ETCA (акроним на „Études Techniques et Constructions Aérospatiales“))
- Льовен, Белгия
- Хаселт, Белгия
- Мадрид (Трес Кантос), Испания
- Щутгарт (Дитцинген), Германия
- Harwell Science and Innovation Campus в Оксфордшър, Обединено кралство
- Бристол, Обединено кралство
- Белфаст, Обединено кралство
- Варшава, Полша
- Цюрих, Швейцария
- Град Люксембург, Люксембург (Център за върхови цифрови постижения, открит през 2021 г.)

## Изпълнителен съвет
От февруари 2020 г. главен изпълнителен директор е Hervé Derrey, заменяйки Jean-Loïc Galle.